# Bathyphantes montanus
Bathyphantes montanus är en spindelart som beskrevs av William Joseph Rainbow 1912. Bathyphantes montanus ingår i släktet Bathyphantes och familjen täckvävarspindlar.
Artens utbredningsområde är Queensland. Inga underarter finns listade.